# Micrurus camilae
Espèce
Micrurus camilae est une espèce de serpents de la famille des Elapidae. 

## Répartition
Cette espèce est endémique du département de Córdoba en Colombie.

## Description
L'holotype de Micrurus camilae, un mâle juvénile, mesure 292 mm dont 27 mm pour la queue. Cette espèce est un serpent corail présentant des rayures alternativement jaunes et noires (36 anneaux noirs et 35 anneaux jaunes pour le paratype. C'est une espèce venimeuse.

## Étymologie
Cette espèce est nommée en l'honneur de María Camila Renjifo.

## Publication originale
- Renjifo & Lundberg, 2003 : Una especie nuevo de serpiente coral (Elapidae, Micrurus), de la region de Urra, municipio de Tierra Alta, Cordoba, noroccidente de Colombia. Revista de la Academia Colombiana Ciencias Exactas Fisicas y Naturales, vol. 27, n. 102, p. 141-144 (texte intégral).